# Marie-Christine Debourse
Marie-Christine Debourse, née le 24 septembre 1951 à Wambrechies dans le Nord, est une ancienne athlète française, spécialiste du saut en hauteur et du pentathlon. Successivement licenciée à l'ASPTT Lille de 1967 à 1974, puis à l'Union sportive métropolitaine des transports de Paris (USMT Paris) de 1975 à 1976, elle poursuit et termine sa carrière sportive au Stade français de 1977 à 1980. 
En 1978, elle rentre au Service des sports de TF1 dirigé par Georges de Caunes et participe à l'émission télévisée Sports Première. Elle fait une apparition dans l'émission La Tête et les Jambes.
Elle intègre ensuite le département RP (relations publiques) de Sportfive, société spécialisée dans la gestion des droits marketing et audiovisuels sportifs, filiale du groupe Lagardère.

## Palmarès
- Championne de France de saut en hauteur en 1971, 1973, 1974, 1975, 1976 et 1977
- Championne de France de pentathlon en 1969, 1972, 1973, 1975, 1976 et 1977
- Championne de France de saut en hauteur en salle en 1975 et 1976
- Vice-championne d'Europe en salle à Katowice en Pologne en mars 1975 (1,83 m)
- 36 sélections en équipe de France A de 1969 à 1977 (et 3 en junior)

## Records
- 6 records de France du saut en hauteur entre 1973 (1,81 m) et 1977 (1,88 m)
- 8 records de France du pentathlon